# 20［twenty］
《20[twenty]》是韓國搖滾樂團FTIsland的第三張日語專輯，也是他們第二張由華納唱片（日本）發行的專輯。雖然這專輯是在韓國的宣傳期間抽空錄音，FTIsland確信《20[twenty]》是他們當時最成熟的一張專輯。三張打入Oricon單曲週榜前十名的單曲：《Let it go!》、《Distance》及《NEVERLAND》在專輯推出前預先發行。
《20[twenty]》在2012年5月16日以三個版本推出：通常盤、CD+DVD初回限定盤與Lawson限定盤。為了宣傳專輯，樂團在大碟推出後不久舉行了兩次相關活動；同時專輯推出後以首週賣出41,000張登上Oricon專輯週榜第4名及《日本告示牌》最佳專輯第4名。這也是FTIsland在日本最高的首週專輯銷量。自6月到7月，他們在日本各地場館開始了《FTIsland Summer Tour 2012: Run! Run! Run!》的巡迴演出。

## 背景及發展
在2011年日本武道館的演出之後，FTIsland灌錄了《Let it go!》紀念該次演出。同期錄製，描述為充滿活力的歌曲《NEVERLAND》由崔鍾訓作曲，他將在歌曲尾段的結他錄音錄得非常突出。他又根據自己的戀愛經歷創作了歌曲《Stay》。由於鐘訓不懂得將韓語翻譯為日語，因此他先寫韓語歌詞，然後使用翻譯機將歌詞翻譯為日語，共花了三至四個小時。
崔敏煥及宋承炫在高中時期共同寫下了《Always》與《Compass》 。談到《Always》這首歌，崔敏煥將它與《SATISFACTION》互相比較，認為這兩首歌有著相似的「氣氛和強度」，但指出《Always》 更強調悲傷。《Paper Plane》則是一首配上密集軍鼓聲的中板歌曲。《Distance》由加藤健、宋承炫及李在真填詞，並由Corin作曲。主唱李洪基運用了另一種唱法，因為他唱這首歌的音調非常高。
《20[twenty]》是FTIsland在韓國本土進行宣傳時所錄，因此灌錄時間有限。為確定歌曲情感表達正常，他們「注意每個停頓和詮釋歌詞每一部分」。 樂團目的是打造《20[twenty]》為當時他們最成熟的大碟；專輯標題也代表著他們的平均年齡。

## 發行及宣傳
《Let it go!》是專輯首張單曲，在2011年7月27日推出。單曲最高打入了Oricon單曲週榜第4名，在日本銷售超過41,500張a。第二張單曲《Distance》在同年11月30日，最高亦取得Oricon單曲週榜第4名，售出超過44,500張b。在2012年4月18日，第三張也是最後一張單曲《NEVERLAND》推出，他最高攀上了Oricon單曲週榜第10名，售出超過30,500張c。歌曲《Stay》被朝日電視台的《Music Ru TV》及東京電視台的《JAPAN COUNTDOWN》選用為主題曲，也被日本電視台用作片尾曲。
《20[twenty]》在2012年5月16日發行，當中通常盤附贈曲目《Hit the Sands》；CD+DVD初回限定盤則特別收錄《SATISFACTION》的韓語版本，並加入一片收錄《Stay》音樂錄影帶及幕後花絮的DVD；而Lawson限定盤的DVD就收錄了2012年3月FTIsland在富士急高原樂園表演的片段。在2012年5月19及20日，樂團分別在Zepp東京及大阪福島堂島河論壇舉行演出。估計10000名抽籤中選者出席這兩項FTIsland表演5首歌的活動。2012年5月26日，樂團在 富士電視台的音樂節目MUSIC FAIR演唱了《NEVERLAND》，接下來幾天，他們以原音樂在《SPACE SHOWER TV》中表演了《Stay》、《Flower Rock》、《Soyogi》與《Venus》四首歌。
由6月24日到7月8日，FTIsland開始了《FTIsland Summer Tour 2012: Run! Run! Run!》的日本巡迴演出，地點包括福井市福井太陽圓頂及埼玉市的埼玉超級競技場等地方，他們的表演吸引了超過60,000名觀眾觀賞。

## 曲目
| 所有版本 | 所有版本      | 所有版本               | 所有版本                       | 所有版本       | 所有版本 |
| 曲序     | 曲目          |                        | 作曲                           | 製作人         | 时长     |
| -------- | ------------- | ---------------------- | ------------------------------ | -------------- | -------- |
| 1.       | Let it go!    | 源井和仁 崔敏煥 李洪基 | corin. 崔鍾訓                  | corin.         | 3:42     |
| 2.       | NEVERLAND     | 石渡淳治               | Youwhich 鈴木Daichi秀行 崔鍾訓 | 平出悟         | 3:42     |
| 3.       | Stay          | 崔鍾訓 加藤健          | 崔鍾訓 corin.                  | corin.         | 4:22     |
| 4.       | Wanna Go      | 宋承炫 加藤健          | 宋承炫 崔敏煥 corin.           | corin.         | 3:26     |
| 5.       | Someday       | 李在真                 | 李在真                         | 鈴木Daichi秀行 | 4:08     |
| 6.       | Distance      | 加藤健 宋承炫 李在真   | corin.                         | 平出悟         | 5:16     |
| 7.       | Always        | 宋承炫 加藤健          | 堀向彥輝                       | 鈴木Daichi秀行 | 3:47     |
| 8.       | Compass       | 宋承炫 加藤健          | 宋承炫 崔敏煥                  | 鈴木Daichi秀行 | 3:50     |
| 9.       | Paper Plane   | 李在真 加藤健          | 李在真 corin.                  | corin.         | 4:05     |
| 10.      | Endless Story | 李在真 加藤健          | 李在真 鈴木Daichi秀行          | 鈴木Daichi秀行 | 4:10     |
| 11.      | Life          | 李在真 加藤健          | 崔鍾訓                         | corin.         | 3:41     |
| 总时长： | 总时长：      | 总时长：               | 总时长：                       | 总时长：       | 44:02    |

| 通常盤附贈曲目： | 通常盤附贈曲目： | 通常盤附贈曲目： | 通常盤附贈曲目：         | 通常盤附贈曲目： |
| 曲序             | 曲目             |                  | 作曲                     | 时长             |
| ---------------- | ---------------- | ---------------- | ------------------------ | ---------------- |
| 12.              | Hit the Sands    | 奈良橋陽子       | Youwhich 鈴木秀行 崔鍾訓 | 3:42             |

| 初回限定盤附贈曲目： | 初回限定盤附贈曲目：   | 初回限定盤附贈曲目： | 初回限定盤附贈曲目： | 初回限定盤附贈曲目： | 初回限定盤附贈曲目： | 初回限定盤附贈曲目： |
| 曲序                 | 曲目                   |                      | 作曲                 | 编曲                 | 製作人               | 时长                 |
| -------------------- | ---------------------- | -------------------- | -------------------- | -------------------- | -------------------- | -------------------- |
| 12.                  | Satisfaction（韓語版） | 李洪基 李在真        | 堀向彥輝             | 平出悟               | CUL                  | 4:07                 |

| DVD（初回限定盤）： | DVD（初回限定盤）：                  |
| 曲序                | 曲目                                 |
| ------------------- | ------------------------------------ |
| 1.                  | Stay（音樂錄影帶）                   |
| 2.                  | Stay（音樂錄影帶 - Special feature） |

| DVD（Lawson限定盤）： | DVD（Lawson限定盤）： |
| 曲序                  | 曲目                  |
| --------------------- | --------------------- |
| 1.                    | Ready Go!!            |
| 2.                    | Life                  |
| 3.                    | Venus                 |
| 4.                    | Severely（）          |
| 5.                    | Like Birds（）        |
| 6.                    | Let It Go!            |
| 7.                    | Flower Rock           |

## 銷售榜單成績
《20[twenty]》以首周銷售41,726張取得Oricon專輯週榜第4名位置。，這也是FTIsland在日本最高的首週專輯銷量。在《日本告示牌》最佳專輯榜單，《20[twenty]》也取得了第4名。專輯在日本共售出44,603張d。

### 榜單
| 榜單（2012）            | 最高位置 |
| ----------------------- | -------- |
| 《日本告示牌》 最佳專輯 | 4        |
| Oricon專輯週榜          | 4        |

## 附註
- ^Note a:  41,500張的銷售數字是由單曲推出後首四週Oricon單曲週榜數字（33,418, 3,106, 3,060, 1,954）累計而來[7][20][21][22]。
- ^Note b:   44,500張的銷售數字是由單曲推出後首三週Oricon單曲週榜數字（39,120, 3,377, 2,055）累計而來[8][23][24]。
- ^Note c:  30,500張的銷售數字是由單曲推出後首兩週Oricon單曲週榜數字（28,219, 2,315）累計而來[9][25]。
- ^Note d:  44,603張的銷售數字是由專輯推出後首兩週Oricon專輯週榜數字（41,726, 2,877）累計而來[17][26]。